# Dahme (Schleswig-Holstein)
Dahme è un comune di 1 183 abitanti dello Schleswig-Holstein, in Germania.

Appartiene al circondario dell'Holstein Orientale.